# Zur Rippe

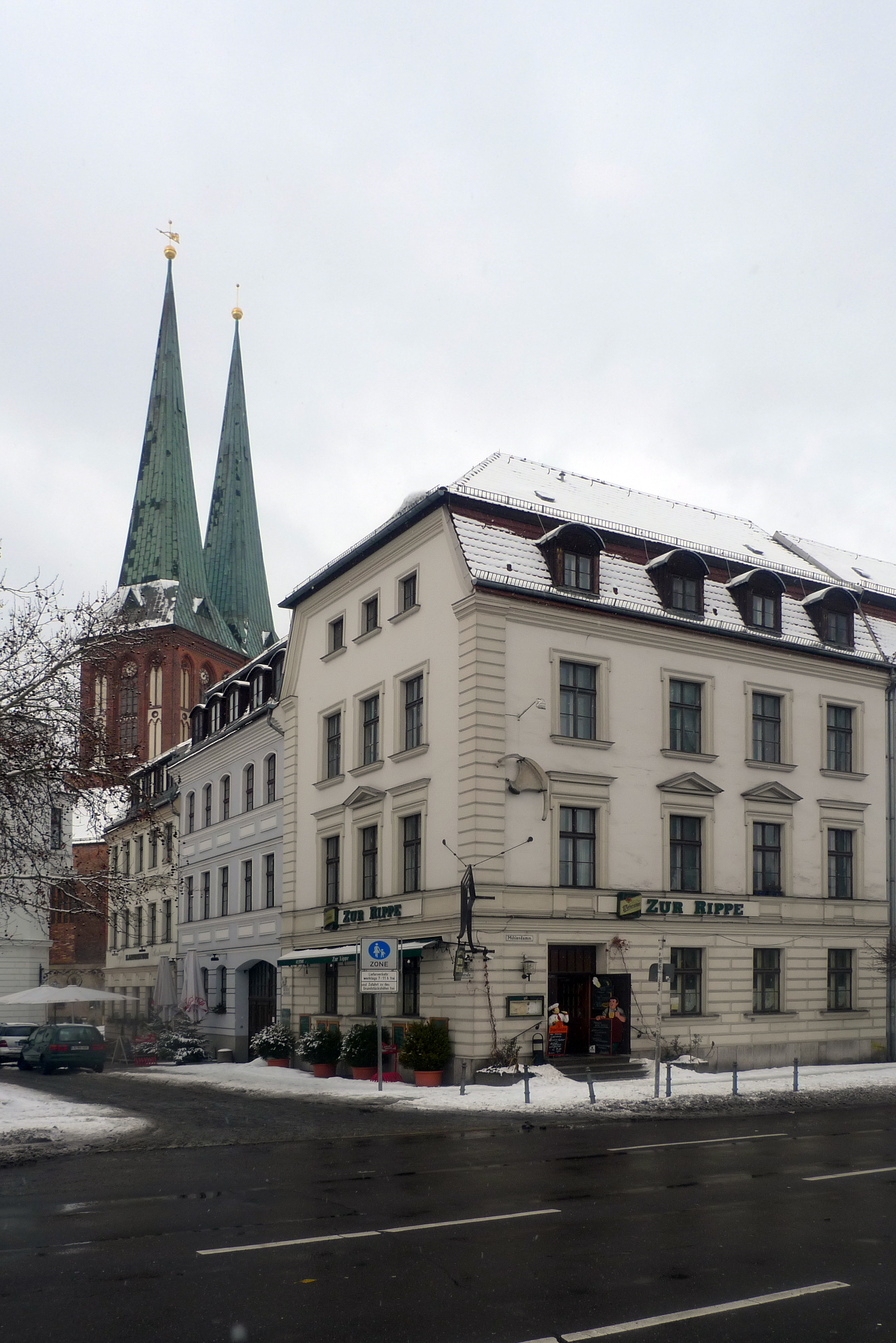
Gasthaus Zur Rippe mit dem ungewöhnlichen Hauszeichen

Das Gasthaus Zur Rippe (umgangssprachlich auch kurz Die Rippe genannt) war ein altes Berliner Traditionslokal im Nikolaiviertel aus der Zeit um 1700. Das Lokal wurde zum 1. Juni 2019 in der bis dahin bestehenden Form auf Dauer geschlossen.

## Lage
Das Gebäude steht in der Poststraße 17 Ecke Mühlendamm im Ortsteil Berlin-Mitte. Es gehört zum Ensemble des Nikolaiviertels in Alt-Berlin. Als unverwechselbares Erkennungszeichen trug das Gasthaus an der Fassade einen großen Knochen als Hauszeichen.

## Geschichte
Das Gasthaus mit dem ungewöhnlichen Hauszeichen wurde um 1665 zum ersten Mal aktenkundig, als ein Schneider namens Heinrich Brandeß das Gebäude erwarb, um mit dem Brauen von Bier sein Gehalt aufzubessern.
Das Lokal war nicht durchgängig eine Gaststätte; es warb aber schon um 1700 mit dem überdimensionierten Knochen an der Fassade zum Molkenmarkt, dem ältesten Markt Berlins an der meistbefahrenen Überführung der Spree. Viele Mythen ranken sich um den Knochen. Am wahrscheinlichsten handelt es sich um einen Walknochen, der als Kuriosum auf dem Molkenmarkt verkauft wurde und vom Gastwirt als Erkennungszeichen am Haus angebracht wurde. Ein anderer Mythos besagt, dass es angeblich die Rippe und das Schulterblatt eines erschlagenen Riesen aus den Müggelbergen sein soll.

## Abriss und Rekonstruktion
Um 1935 wurde die Rippe – zusammen mit dem Ephraim-Palais – abgerissen, um Platz für das von den Nationalsozialisten geplante Gauforum und die neue Brücke über den Mühlendamm zu schaffen.
Im Jahr 1986 wurde die Gaststätte beim Wiederaufbau des Nikolaiviertels als Rekonstruktion einige Meter nördlich des ursprünglichen Standortes wieder errichtet, da der Magistrat von Ost-Berlin die Verbreiterung des Mühlendamms aus NS-Zeiten nicht rückgängig machen wollte. Die Gaststätte wurde von der HO betrieben und trug den historischen Namen.
Auch nach dem Mauerfall und der Neuorganisation der Berliner Strukturen und Verwaltungen führte ein Gastwirt das Angebot fort. Schließlich gab er fast gleichzeitig mit weiteren Gastronomen im Nikolaiviertel sein Geschäft auf. Im Spätherbst 2019 veranstaltete der Senat von Berlin einen ersten Krisengipfel vor Ort, um Auswege aus der wirtschaftlichen und touristischen Krise zu finden.